# Jacob Henric-Petri
Jacob Henric-Petri (né le 7 novembre 1593 à Bâle et mort le 25 mai 1660 à Mulhouse) est considéré comme le premier historien de la ville de Mulhouse dans la mesure où il rédige la première chronique de la ville.

## Biographie
Jacob Henric-Petri est le fils de Jacob Henric-Petri (1570-1641), professeur de rhétorique à l'Université de Bâle. Il est le petit-fils d'Adam Petri (1543-1586), professeur de droit romain et chancelier de la ville de Bâle. Son arrière-grand père est Heinrich Petri (1508-1579), imprimeur-éditeur bâlois. 
Jacob Henric-Pétri se marie en premières noces avec Chrischona Ziegler, la fille du bourgmestre de Mulhouse, Jacques Ziegler. Ils ont ensemble onze enfants. En secondes noces, il épouse Elisabeth Hartmann. De cette seconde union naît quatre enfants dont Henri-Adam, futur greffier de la ville de Mulhouse.
Il étudie le droit à Bâle en 1607-1608 puis à Metz (1610-1613). Il voyage à Rome et à Naples puis il est stagiaire à la chambre impériale de Spire. Il est notamment ami avec le bâlois Johann Rudolf Wettstein.
En 1620, suite au décès de Jean-Georges Zichle, il est nommé chancelier de la ville de Mulhouse (Stadtschreiber), poste qu'il occupe jusqu'en 1633. Il est le premier greffier-syndic qui devient bourgmestre de Mulhouse. Il est élu le 19 décembre 1633 et sera réélu sept fois en 1635, 1638, 1641, 1644, 1650, 1653 et 1657.
Le 9 mai 1626, il achève l'écriture d'une chronique de la ville de Mulhouse (Der Stadt Mülhausen Historien) sur une commande de la ville. Cette chronique est revue et corrigée en 1640. Il s'agit de la première chronique connue de Mulhouse. Petri s'appuie sur les archives de la ville, sur des auteurs de l'antiquité et du Moyen Âge, des chroniqueurs suisses et inventent des passages. Elle lui vaut une gratification d'un gobelet en vermeil, pesant environ 50 onces, avec les armes de Mulhouse gravées sur le couvercle.
Il rédige aussi une chronique de la famille zu Rhein sur la demande de Jean-Sébastien II zu Rhein. Ce dernier souhaite établir une généalogie de sa famille pour montrer aux Français sa longue lignée de nobles dans le contexte de la Guerre de Trente Ans. 
Par ailleurs, c'est à lui qu'on doit le tableau armorié des bourgmestres, commandé auprès du peintre-portraitiste bâlois, Jean Lüdin et approuvé par décision du conseil le 20 janvier 1642.